# Hans Stocker (Maler)

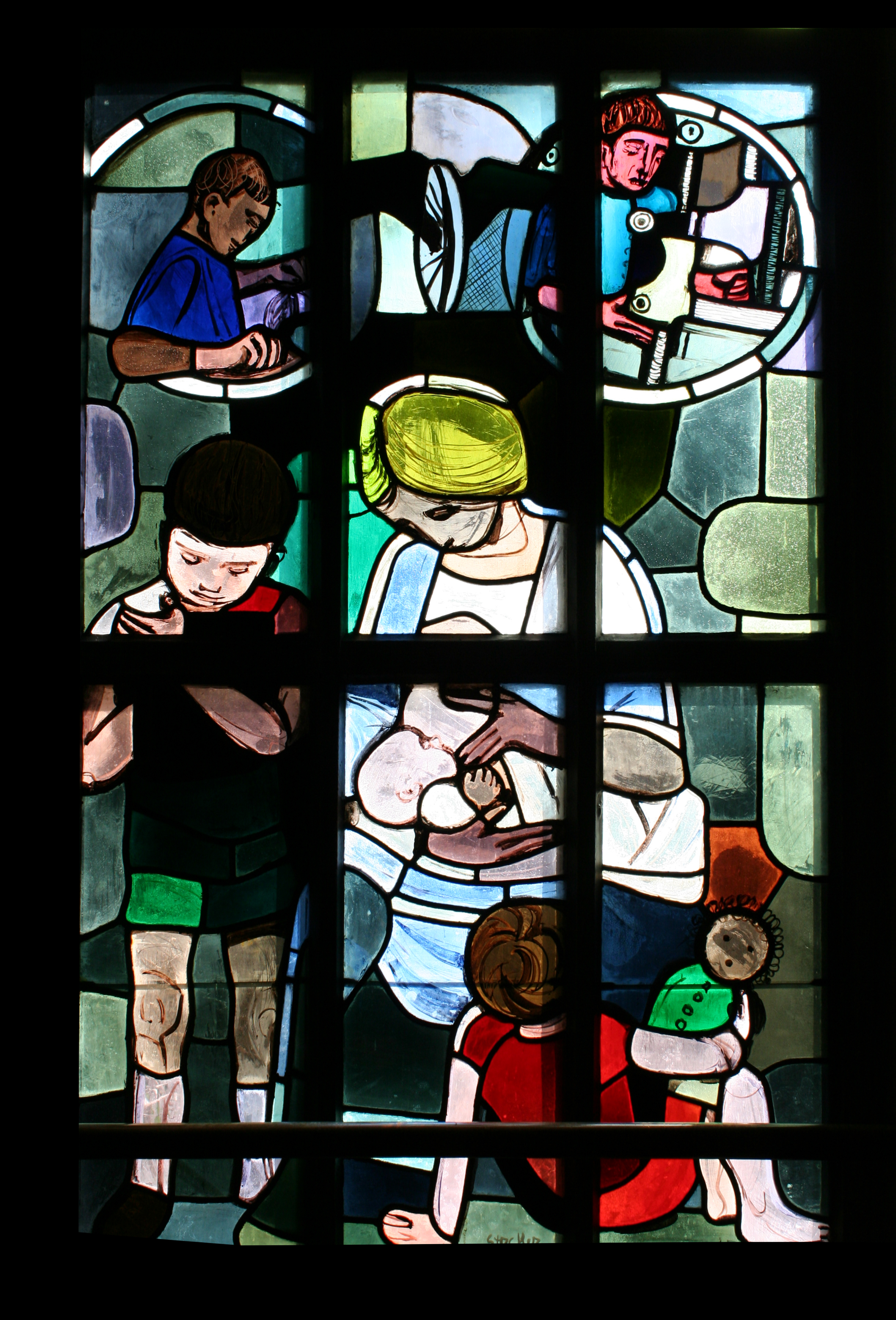
Römisch-katholische Pfarrkirche St. Karl Luzern, Glasfenster von Hans Stocker

Hans Stocker (* 28. Februar 1896 in Basel; † 14. Januar 1983 ebenda) war ein Schweizer Kunstmaler und ein Pionier der modernen schweizerischen sakralen Glasmalerei.

## Leben
Hans Stocker wurde als drittes von fünf Kindern in Basel geboren. Sein neun Jahre jüngerer Bruder war der Künstler Ernst Stocker.
In seiner Geburtsstadt besuchte er die Schulen, machte eine Kunstschlosserlehre und nahm Malunterricht bei Albrecht Mayer an der Allgemeinen Gewerbeschule Basel. Ab 1920 war Stocker GSMBA-Mitglied der Sektion Basel und nahm an zahlreichen Einzel- und Gruppenausstellungen im In- und im benachbarten Ausland teil.
Stocker lebte von 1919 bis 1921 in Genf. Dort lernte er die Werke von Ferdinand Hodler und Paul Cézanne kennen und befreundete sich mit den Malern Alexandre Blanchet und Hans Berger.
Anschliessend hielt sich Stocker bis 1924 in Positano auf, unterbrochen von einem mehrmonatigen Aufenthalt in Tunis. 1925 liess er sich in Frankreich nieder und lebte im Sommer in Montigny-sur-Loing bei Fontainebleau und im Winter in Paris.

1928 gründete Stocker mit seinem Bruder, Paul Camenisch, Otto Staiger, Charles Hindenlang und Max Sulzbachner die erfolgreiche Basler Künstlervereinigung Rot-Blau II. 1929 gehört er zudem zu den Gründungsmitgliedern des Pariser Salons «Les Surindépendants». 1932 gaben die beiden Stocker den Anstoss zur Auflösung der Rot-Blau II Gruppe.

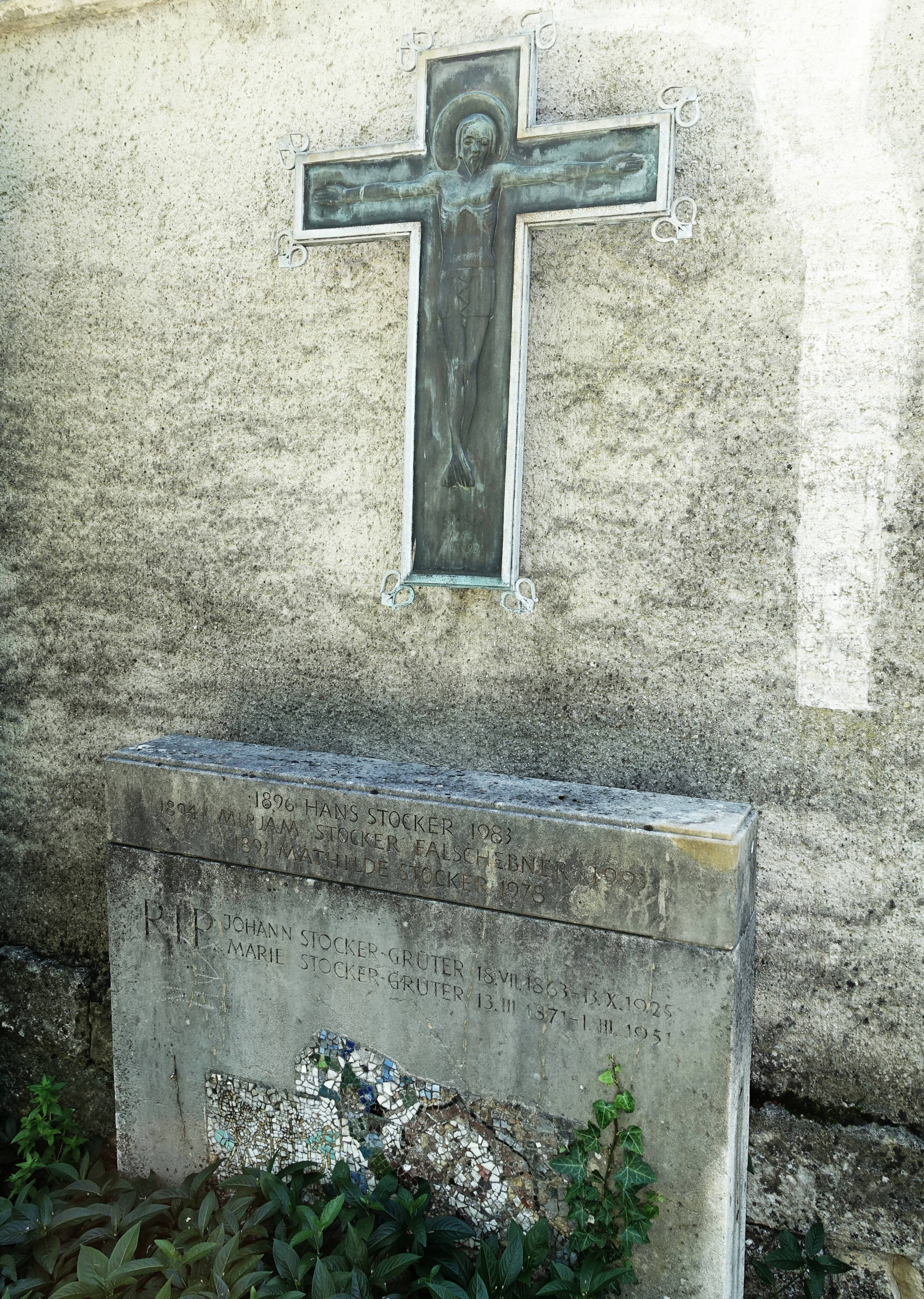
Familiengrab auf dem Wolfgottesacker in Basel

Während die anderen Künstler sich der Gruppe 33 anschlossen, gründeten die Brüder 1934 zusammen mit Max Gubler, Heinz Haefliger, Max Hegetschwiler, Max Hunziker, Albert Schnyder und Paul Speck die eher konservative, kurzlebige Schweizer Künstlervereinigung «BBZ 8». Im gleichen Jahr heiratete Stocker Pauline Sophie, geborene Falschebner.
Stocker kehrte infolge des Kriegsausbruchs 1940 in die Schweiz zurück und lebte mit seiner Familie für kurze Zeit in Oberwil, später in Basel. Nach dem Krieg unternahm er zahlreiche Reisen. Als Nachfolger von Ernst Morgenthaler war Stocker von 1954 bis 1960 Präsident der Eidgenössischen Kunstkommission.
Hans Stocker fand seine letzte Ruhestätte auf dem Wolfgottesacker in Basel.

## Werk
Das umfangreiche Werk Hans Stockers weist eine Vielfalt von Techniken auf: Ölmalerei, Aquarelle, Zeichnungen, Mischtechniken, Holzschnitt, Lithographie, Collagen, Glasmalerei (Blei- & Beton-Verglasungen), Wandmalerei (Fresko, Kalkkasein), Mosaik und Aubusson-Teppiche.
Der künstlerische Durchbruch gelang ihm, als er zusammen mit Otto Staiger den Wettbewerb des Kunstkredits Basel-Stadt für die Glasfenster der Antoniuskirche in Basel gewann. Viele seiner Werke wurden durch Kunstkredit-Wettbewerbe und -Aufträge ermöglicht. Stocker amtierte zudem als Jurymitglied in den Kommissionen des Basler Kunstverein und des Kunstkredits Basel-Stadt.

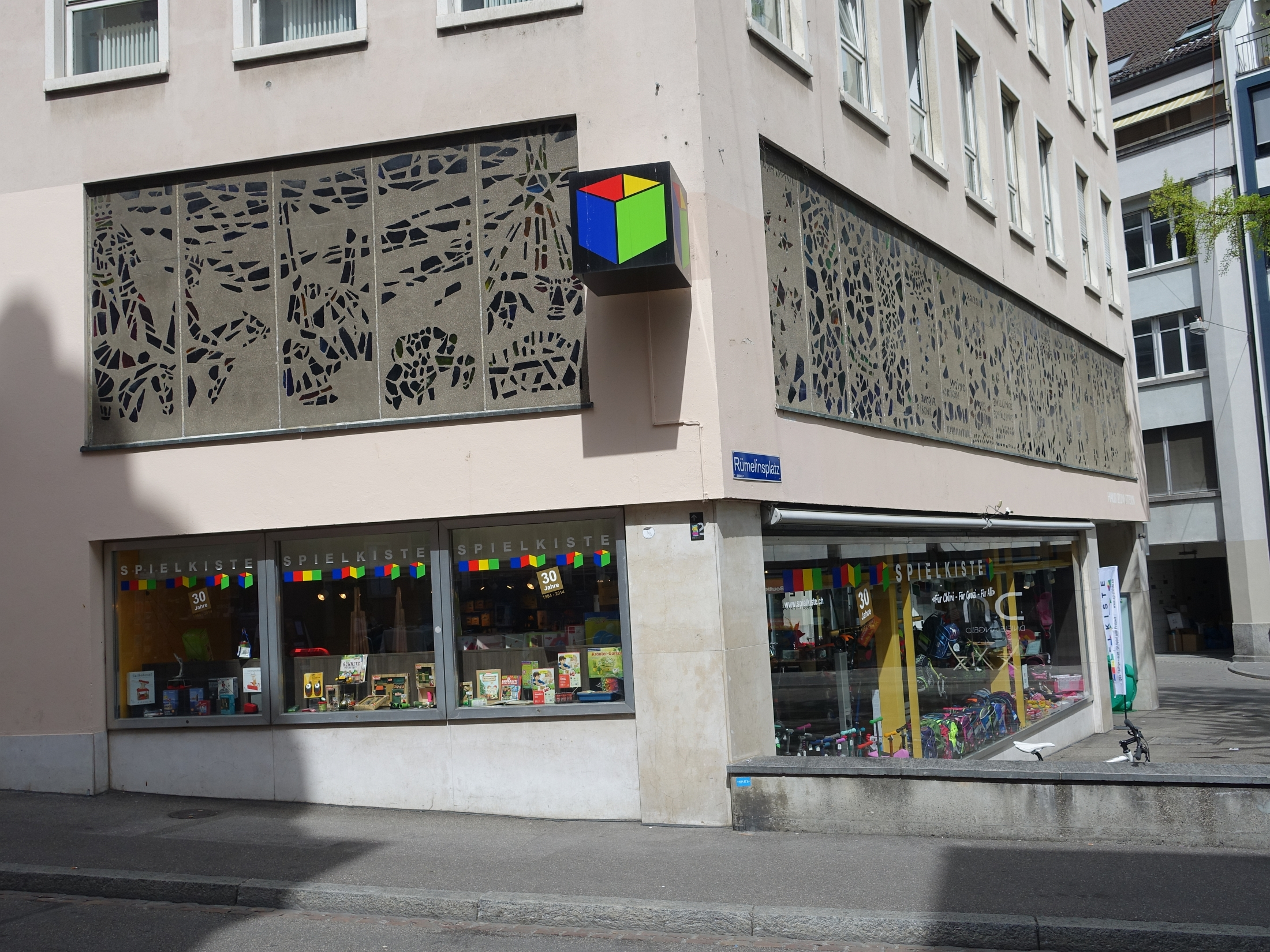
1965, Sternzeichen-Glasfenster. Rümelinsplatz in Basel

Stocker gehörte der 1924 gegründeten Schweizerischen St. Lukasgesellschaft für Kunst und Kirche an. Mit seiner Begabung für Wand- und Glasbild, seiner christlich gebundenen Aussage und vitalen Schaffenskraft war Hans Stocker ein entscheidender Erneuerer der kirchlichen Kunst in der Schweiz (Antoniuskirche Basel 1926–1930 und mehr als 30 andere Kirchen im In- und Ausland) u. a. schuf er in der vom Schweizer Architekt Karl Freuler (1912–2000) entworfenen Katholische Kathedrale in Kyōto im Bistum Kyōto die Glasfenster.
In seiner Tafelmalerei finden sich Mensch und Landschaft in immer wiederkehrenden Motiven wie Mutter und Kind, die Familien-Gemeinschaft im Interieur und im Freien, Wasser- und Waldbilder, Meer- und Flusslandschaften. Zahlreiche Ölbilder und Aquarelle befinden sich in Schulen, Heimen, Museen und anderen öffentlichen Gebäuden.
Zusammen mit Martin Alfred Christ schuf er 1965 die Sternzeichen-Glasfenster für das Haus zum Stern am Rümelinsplatz in Basel. In den Jahren 1948, 1961 und 1976 folgten Werkretrospektiven in der Kunsthalle Basel.

## Werke (Auswahl)
- 1930: Eins der drei Glasfenster, Badende Knaben, für das Treppenhaus der Wettsteinschule in Basel; zusammen mit Otto Staiger und Max Sulzbachner.

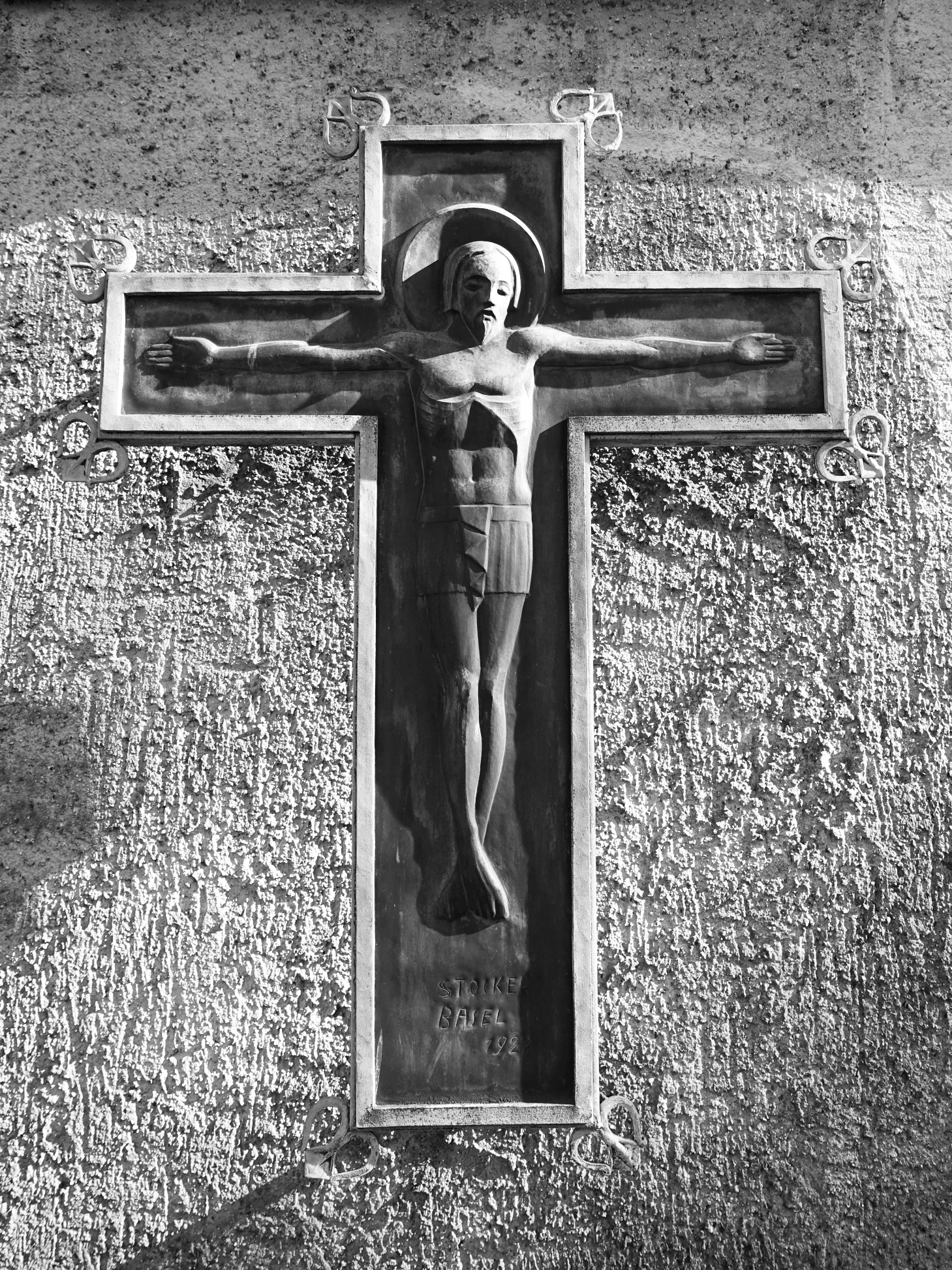
Grabkreuz von Hans Stocker, Friedhof Wolfgottesacker

- Grabkreuz von Hans Stocker, Friedhof Wolfgottesacker1932–1933: Wandbild Badende Kinder, für das Treppenhaus der ehemaligen Steinenschule, ist heute im Treppenhaus des Gymnasiums Kirschgarten zu sehen.
- 1943: 14 Freskobilder, Kreuzweg Christi, Katholische Kirche Aesch
- 1943–1945: Glasmalerei Flüchtlinge und Gefangene, Spiegelhof, Spiegelgasse 6, Basel. Zusammen mit Otto Abt, Charles Hindenlang, Jacques Düblin
- 1946–1948 Wandbild Joie de vivre, Eingangshalle des Frauenspitals, Basel[4]
- 1953: Glasmalerei für die Muttergotteskirche[5] und deren Taufkapelle[6], Solothurn
- 1954: Malerei für die Trennwändedes Wasgenring-Schulhaus, Basel; zusammen mit Otto Abt, Theo Eble, Charles Hindenlang, Max Kämpf, Walter Schüpfer. Die stark beschädigten Bilder wurden 1980/1981 durch Mosaike ersetzt.
- 1959–1961: Glasmalerei Lebenslinien, Holbeinschule, Basel
- 1965: Sternzeichen-Glasfenster für das Haus zum Stern am Rümelinsplatz, Basel
- 1966–1967: Sechs Glasmalereien in der Kapelle des Felix Platter-Spitals, Basel